# 德国国营铁路V200型柴油机车
德国国营铁路V200型柴油机车（德語：DR-Baureihe V 200）是德国国营铁路一款柴油机车型号。它是苏联根据M62型柴油机车专为民主德国所生产的一款变体。随着德国国营铁路引入电子数据处理编号方式，它在1970年被重定型为120型。当两德统一后，仍然在役的机车又被重定型为220型。

## 历史
在20世纪60年代，德国国营铁路计划将铁路运输的牵引动力逐渐由蒸汽机车转换为柴油机车。为达到此目的，相关机车除了会在巴伯尔斯贝格和亨尼希斯多夫生产外，也会从苏联的卢甘斯克（今属乌克兰）进口。这是不可避免的，因为根据经济互助委员会（经互会）在内部专业化的协议结果，民主德国将不再生产大功率的柴油机车。其中首个进口的车型便是功率为1,470千瓦（2,000匹马力）、用于货运服务的V200型机车，即后来的120型机车。其原型M62型机车此前已顺利交付苏联和其它国家的铁路运营商使用，并在实际运用中得到验证。从1966年至1975年，德国国营铁路共购入了378台这一系列的机车。

## 构造
该机车具有一个非常沉重的底盘，它由顶板和底板的双T型梁、两副带有弹簧滑动片的三轴转向架、导向轴和枢轴颈铰链构成。一系悬挂则通过均衡梁、页片弹簧和螺旋弹簧实现支撑。
带有两个涡轮增压器和罗茨鼓风机的一台14D40型二冲程柴油发动机是这款机车的核心部件。其功率为1,470千瓦，转数为每分钟750转。牵引力是通过一台他励式直流电动机进行转换。设于励磁机励磁场内的一台磁通控制阀则负责进行功率控制。牵引电动机为直流串励电动机，电力牵引功率为1,250千瓦。牵引电动机周围的电枢电流会以更高的速度再次提升，为此机车具有两个分流器，它们被并联连接至6台鼻式悬挂牵引电动机的励磁绕组。采用类似构造的机车还包括130型柴油机车。
用于牵引电动机和发电机的通风装置是由柴油发动机通过传动轴机械式的驱动。冷却风扇也由柴油发动机直接驱动，它是在一个液力联轴器之间进行切换控制。一个较为特殊的部件是罗茨鼓风机，它能促进助燃空气并产生0.2巴的预增压力。这是十分必要的，因为二冲程发动机必需要被冲刷，它在同时打开进气门或排气门时无法自行吸气。在启动后，两个涡轮增压器会随即运作并将进气压力提升至约1.2巴。柴油发动机会有每分钟400转的怠速，但其最高转数可达每分钟750转。发动机的气缸呈V型排列。活塞在B侧与连杆相接，在A侧则置于主连杆之上。因此，A侧和B侧之间的活塞速度是有变化的。发动机在两侧气缸底座会产生不同的功率。机车的燃油贮存量为3,900公升柴油。在安全设施方面，机车配备了紧急列车停止装置，但没有安装感应式列车控制装置。
首批交付的177台机车在出厂时仍然没有配备消音器，从而会产生较高的噪音水平，它们也因此被通俗的冠以“西伯利亚大鼓”（Taigatrommel）或“斯大林的最后复仇”（Stalins letzte Rache）等绰号。这部分机车大多在迈宁根国营维修车间新装了消声器，也有一部分机车在进行验收前加装。

## 运用

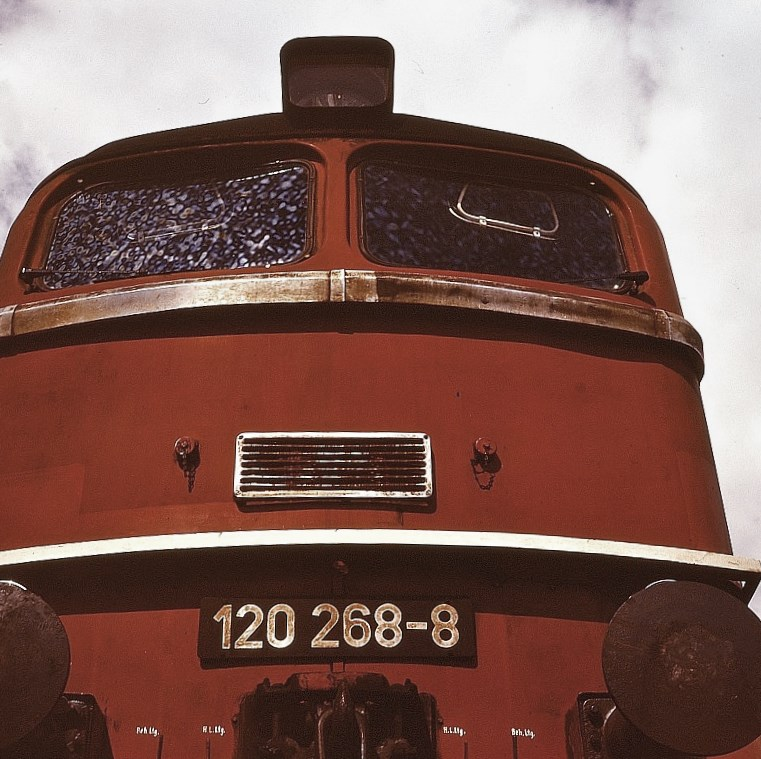
120 268号机车于德累斯顿（1981年）

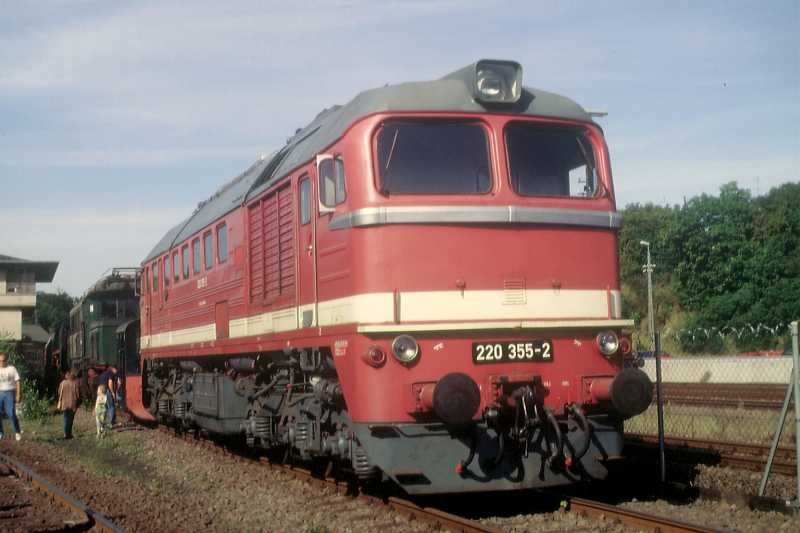
220 355号机车于黑尔梅斯凯尔

V200型机车从一开始便是为重载货运服务而设计的。由于它们不具备列车供暖功能，因此仅会在夏季运力紧张的情况下偶尔牵引客运列车。与其牵引力相适应的最高运行速度为每小時100公里。
在两德统一后，原德国联邦铁路的220型柴油机车均已全数退役，因此德国国营铁路仍然在役的逾200台120型机车得以被重定型为“220型”的新称号。在两家国铁合并为新的德国铁路股份公司后，这些机车仍然使用220型的称号，直至1995年最终退出运营。
德国铁路目前仍留有7台220型机车的标本供博物馆保存。其中停放在施塔斯富尔特传统车辆段的120 366号机车是这一系列最后退役的机车，它已不可继续使用。位于开姆尼茨的萨克森铁道博物馆拥有120 269号标本。德累斯顿交通博物馆则保留了120 338号机车，它曾长时间封存于德累斯顿铁道博物馆附近的德累斯顿旧城车辆段。阿恩施塔特车辆段所拥有的120 274号机车同样也是120型机车的标本。此外，设于魏玛的图林根铁道之友俱乐部（Eisenbahnfreunden Thüringen）和设于原什未林车辆段的梅克伦堡铁道之友俱乐部（Mecklenburger Eisenbahnfreunden）也分别保有120 198号机车和120 001号机车。
部分机车已销往立陶宛和朝鲜乃至德国的私营铁路运营商。同时，来自其它国家、同样衍生自M62型机车的部分机车（原波兰国家铁路ST44型柴油机车和捷克铁路781型柴油机车）也被德国的一些私营铁路所使用。
至2007年，德国境内仅剩莱比锡铁路公司（Leipziger Eisenbahngesellschaft，LEG）仍在定期使用原V200型机车。

## 工业运用
M62型柴油机车也曾被供应至民主德国的企业铁路专用线中使用。最初，工矿企业维斯穆特在1972年和1973年接收了5台机车，主要在德国国营铁路辖下路网中的凯纳、莱茨哈因和塞林格斯特间运用，它们被归类为V200 501号至505号机车。
在此之后，又有3台机车交付至盖瑟塔尔褐煤联合企业（Braunkohlenkombinat Geiseltal），主要用作哈勒/梅泽堡周边的煤炭运输，它们被归类为V200 506号至508号机车。
从1976年至1978年，维斯穆特进一步接收了10台机车，它们没有顾及交付至盖瑟塔尔的3台机车而自行采用V200 506号至515号的编号。1993年，盖瑟塔尔的铁路运营终止，其原本持有的506号至508号机车被德国国营铁路接管，并出售至维斯穆特。V200型机车在维斯穆特的运用于1998年结束。